# Saison 2019 de l'Impact de Montréal
Maillots
Chronologie
Saison précédente Saison suivante
La saison 2019 de l'Impact de Montréal est la huitième saison en Major League Soccer (D1 nord-américaine) de l'histoire du club.

## Résumé de la saison

### Pré-saison
Pour la deuxième saison de Rémi Garde, l'Impact poursuit sa restructuration administrative et voit le départ de son directeur technique Adam Braz et du vice-président Richard Legendre ainsi que l'arrivée de l'ancien joueur Patrick Leduc en tant que directeur administratif des opérations de soccer. Le 22 janvier, le propriétaire Joey Saputo annonce un changement majeur à la tête du club : après effectué pendant 25 ans la présidence de l'Impact, il délègue désormais ce poste à Kevin Gilmore, ancien vice-président exécutif du club des Canadien de Montréal et étranger au monde du soccer.
Du côté de l'effectif, le marché des transferts est marqué par le départ au Paraguay de Alejandro Silva pour plus de 4 millions de dollars canadiens, ce qui constitue la plus grosse vente de l'histoire du club. Les principales arrivées consistent aux transferts de Maximiliano Urruti et de Harry Novillo, ainsi que des prêts de Zachary Brault-Guillard et Orji Okwonkwo.
Le camp de préparation se déroule à Sarasota/Bradenton puis à St Petersburg en Floride. Le groupe accueille plusieurs jeunes joueurs à l'essai : Émile Legault, Chris Wehan, le joueur repêché Amar Sejdic et les joueurs issus de l'académie David Choinière, Jonathan Sirois et Mikale Fontaine. L'impact termine sa série de matchs de préparations invaincu avec comme point d'orgue une victoire 3 à 0 contre le D.C. United.

### Saison régulière
En raison de l'hiver québécois, l'Impact entame sa saison par six parties sur la route. Avec huit points glanés sur les terrains adverses, le bilan comptable de ces six confrontations est positif, malgré une défaite 7 à 1 contre le Sporting de Kansas City, ce qui constitue la pire défaite de l'équipe en MLS. Dès la troisième journée et le déplacement à Orlando, l'Impact perd sur blessure pour une longue période son capitaine et joueur désigné Nacho Piatti. En avril le club recrute l'attaquant panaméen Omar Browne, ce dernier s'illustre dès sa première entrée en jeu par une série de dribbles dans la défense du Fire de Chicago qui aboutie à son premier but sous ses nouvelles couleurs montréalaise. Pourtant, Omar Browne n'arrivera pas à intégrer le collectif montréalais et l'Impact mettra fin à son prêt quatre mois plus tard,.
Après une première moitié de saison convaincante qui voit les hommes de Rémi Garde occuper le haut du classement de la conférence Est, l'équipe connait au début de l'été une série de quatre défaites consécutive qui la rétrograde vers le milieu du classement. Décu par son rendement, l'Impact se sépare en juillet de Harry Novillo en rompant son contrat et enregistre via un prêt du FC Bologne l'arrivée du jeune espoir finlandais Lassi Lappalainen. Le 27 juillet au stade Saputo, Nacho Piatti fait son retour sur les terrains et l'Impact s'impose 4 à 0 face à l'Union de Philadelphie qui est alors le meneur au classement de la conférence Est. Ce soir là, Lassi Lappalainen inscrit un doublé pour sa première titularisation sous ses nouvelles couleurs. La fenêtre des transferts se termine avec le retour sous forme de prêt de Ballou Tabla, l'arrivée de Jorge Luis Corrales mais surtout de l'ancien espoir barcelonais Bojan Krkic. Zakaria Diallo accepte une offre du RC Lens et quitte l'Impact peu de temps après.
À la suite de la victoire face à l'Union de Philadelphie, Nacho Piatti subit une nouvelle blessure et l'équipe enchaine deux défaites consécutives face aux Rapids du Colorado et le Fire de Chicago. Le 17 août au Stade Saputo, alors que l'Impact mène à la mi-temps 3 à 0 face au FC Dallas, l'équipe texane parvient en fin de rencontre à égaliser 3 à 3. Quelques jours après cette contre-performance, Kevin Gilmore prend la décision de renvoyer Rémi Garde ainsi que Joël Bats et Robert Duverne alors que de nouveaux joueurs viennent d'être recrutés et que l'équipe est qualifiée pour la finale du championnat canadien et est encore en lice pour participer aux séries,.
Pour diriger l'équipe jusqu'à la fin de la saison, Kevin Gilmore instaure l'entraineur colombien Wilmer Cabrera, fraichement licencié du Dynamo Houston, avec comme adjoint l'ancien joueur emblématique de l'Impact Patrice Bernier.
À la fin du mois d'août, Rod Fanni fait son retour à l'Impact de Montréal.
Loin de produire le choc psychologique escompté, la décision de renvoyer Rémi Garde s'avère peu pertinente. Malgré le retour de Piatti et de Fanni, ainsi que l'arrivée de Bojan, la nouvelle équipe technique ne gagne que 7 points sur 21 possibles. L'impact termine à la 9e place de sa conférence et ne participe pas aux séries éliminatoires pour la troisième année consécutive.
Le mauvais bilan de la saison est cependant éclairci par la victoire en championnat canadien. Après avoir battu le Toronto FC 1 à 0 à domicile, l'impact perd sur le même score lors du match retour mais parvient à remporter le titre grâce à une victoire aux tirs au but. Lors de la finale, le gardien remplaçant Clément Diop s'illustre et gagne la place de titulaire pour les deux derniers matchs de la saison MLS.

## Joueurs et encadrement technique

### Joueurs étrangers
La ligue fournit huit places de joueurs étrangers à chaque équipe. Le 31 janvier 2019, l'impact fait l’acquisition d’une neuvième place au Columbus Crew SC, en retour d’un montant d’allocation générale de 175 000 $. Le 5 avril, une dixième place est acquise au FC Cincinnati contre 150 000 $ d'allocation. Un onzième place est acheté le 26 juin contre 100 000 $ au Rapids du Colorado.
| Place | Joueur            | Nationalité |
| ----- | ----------------- | ----------- |
| 1     | Ignacio Piatti    | Argentine   |
| 2     | Víctor Cabrera    | Argentine   |
| 3     | Jukka Raitala     | Finlande    |
| 4     | Saphir Taïder     | Algérie     |
| 5     | Rudy Camacho      | France      |
| 6     | Bacary Sagna      | France      |
| 7     | Orji Okwonkwo     | Nigeria     |
| 8     | Lassi Lappalainen | Finlande    |
| 9     | Bojan Krkić       | Espagne     |
| 10    | Rod Fanni         | France      |
| 11    |                   |             |

## Avant-saison

### Transferts
| Date                 | Nom                     | Nationalité | Poste                                                                     | Modalité                                                                                                | Provenance/Destination           | Ligue                     |
| Recrutement hivernal |                         |             |                                                                           | |                                  |                           |
| 15 novembre 2018     | Vassili Cremanzidis     | Canada      | Responsable de l’analytique et directeur adjoint du personnel des joueurs | non précisé                                                                                             | Earthquakes de San José          | MLS                       |
| 16 novembre 2018     | Daniel Kinumbe          | Canada      | Défenseur                                                                 | Premier contrat MLS (HGP)                                                                               | Académie de l'Impact de Montréal |                           |
| 16 novembre 2018     | Clément Bayiha          | Canada      | Milieu de terrain                                                         | Premier contrat MLS (HGP)                                                                               | Académie de l'Impact de Montréal |                           |
| 5 décembre 2018      | Harry Novillo           | Martinique  | Attaquant                                                                 | Signé 2 ans + 1 an en option                                                                            | Johor Darul Ta'zim FC            | Super League Malaysia     |
| 6 décembre 2018      | Patrick Leduc           | Canada      | Directeur administratif                                                   | |                                  |                           |
| 9 décembre 2018      | Maximiliano Urruti      | Argentine   | Attaquant                                                                 | Échange contre 75 000 $ d’allocation ciblée et d’un choix de première ronde au SuperDraft 2019          | FC Dallas                        | MLS                       |
| 17 décembre 2018     | Rémy Vercoutre          | France      | Entraineur des gardiens                                                   | |                                  |                           |
| 11 janvier 2019      | Amar Sejdic             | États-Unis  | Milieu de terrain                                                         | 34e choix de la MLS SuperDraft (contrat signé le 26/03/19)                                              | Terrapins du Maryland            | NCAA                      |
| 22 janvier 2019      | Kevin Gilmore           | Canada      | Président et chef de la direction du club                                 | non précisé                                                                                             |                                  |                           |
| 1er février 2019     | Zachary Brault-Guillard | Canada      | Défenseur                                                                 | Prêt pour la saison                                                                                     | Olympique Lyonnais               | Ligue 1                   |
| 12 février 2019      | Orji Okwonkwo           | Nigeria     | Attaquant                                                                 | Prêt pour la saison                                                                                     | Bologne FC                       | Série A                   |
| 16 avril 2019        | Omar Browne             | Panama      | Milieu de terrain                                                         | Prêt pour la saison avec option d'achat                                                                 | Independiente La Chorrera        | Liga Panameña             |
| 4 juin 2019          | Luca Ricci              | Canada      | Milieu de terrain                                                         | Prêt à court terme de joueurs USL en raison de situation extrême                                        | Fury d'Ottawa                    | USL                       |
| 4 juin 2019          | Karifa Yao              | Canada      | Défenseur central                                                         | Premier contrat pro (HGP)                                                                               | Académie de l'Impact de Montréal |                           |
| 18 juin 2019         | Walter Sabatini         | Italie      | Directeur sportif global                                                  | | Inter Milan                      | Serie A                   |
| 25 juillet 2019      | Lassi Lappalainen       | Finlande    | Attaquant                                                                 | Prêt pour la fin de saison (+2 en option)                                                               | Bologne FC                       | Série A                   |
| 7 août 2019          | Bojan Krkic             | Espagne     | Attaquant                                                                 | Signé libre                                                                                             | Stoke City FC                    | Championship              |
| 7 août 2019          | Jorge Luis Corrales     | Cuba        | Défenseur                                                                 | Échange avec le 1er rang d'allocation contre Micheal Azira et un choix 2e tour de MLS SuperDraft        | Fire de Chicago                  | MLS                       |
| 7 août 2019          | Ballou Tabla            | Canada      | Attaquant                                                                 | Prêt pour la fin de saison                                                                              | FC Barcelone B                   | Segunda División B        |
| 21 août 2019         | Wilmer Cabrera          | Colombie    | Entraîneur-chef                                                           | |                                  |                           |
| 21 août 2019         | Patrice Bernier         | France      | Entraîneur-adjoint                                                        | |                                  |                           |
| 26 août 2018         | Rod Fanni               | France      | Défenseur                                                                 | | Sans Club                        |                           |
| 9 septembre 2019     | Esteban Gesto           | Uruguay     | Entraîneur-adjoint                                                        | |                                  |                           |
| 28 septembre 2019    | Olivier Renard          | Belgique    | Directeur sportif                                                         | | Royal Antwerp FC                 | Jupiler Pro League        |
| Départs              |                         |             |                                                                           | |                                  |                           |
| Fin de saison 2018   | Maxence Flachez         | France      | Entraineur adjoint                                                        | Fin de contrat                                                                                          |                                  |                           |
| 5 novembre 2018      | Adam Braz               | Canada      | Directeur technique                                                       | Séparation à l'amiable                                                                                  |                                  |                           |
| 20 novembre 2018     | Richard Legendre        | Canada      | vice-président exécutif                                                   | Retraite                                                                                                |                                  |                           |
| 26 novembre 2018     | Kyle Fisher             | États-Unis  | Défenseur central                                                         | Option déclinée                                                                                         | Birmingham Legion FC             | USL                       |
| 26 novembre 2018     | Michael Salazar         | Belize      | Attaquant                                                                 | Option déclinée                                                                                         | RGVFC                            | USL                       |
| 26 novembre 2018     | Louis Béland-Goyette    | Canada      | Milieu de terrain                                                         | Option déclinée                                                                                         | Valour FC                        | CanPL                     |
| 26 novembre 2018     | Matteo Mancosu          | Italie      | Attaquant                                                                 | Fin de contrat                                                                                          | Virtus Entella                   | Série C                   |
| 26 novembre 2018     | Quincy Amarikwa         | États-Unis  | Attaquant                                                                 | Fin de contrat                                                                                          | DC United                        | MLS                       |
| 26 novembre 2018     | David Choinière         | Canada      | Milieu de terrain                                                         | Option déclinée                                                                                         | Forge de Hamilton                | Première ligue canadienne |
| 26 novembre 2018     | Rod Fanni               | France      | Défenseur                                                                 | Option déclinée                                                                                         |                                  |                           |
| 9 décembre 2018      | Maxime Crépeau          | Canada      | Gardien                                                                   | Échange contre 50 000 $ en montant d’allocation ciblé et un choix de troisième ronde au SuperDraft 2020 | Whitecaps de Vancouver           | MLS                       |
| 17 décembre 2018     | Chris Duvall            | États-Unis  | Défenseur                                                                 | Échange contre un choix de troisième tour au repêchage de 2020                                          | Dynamo de Houston                | MLS                       |
| 7 janvier 2019       | Alejandro Silva         | Uruguay     | Attaquant                                                                 | Transfert d'environ 4 millions de $CA                                                                   | Club Olimpia                     | Primera División          |
| 15 janvier 2019      | Michael Petrasso        | Canada      | Défenseur                                                                 | Contrat résilié                                                                                         | Valour FC                        | CanPL                     |
| 8 février 2019       | Jeisson Vargas          | Chili       | Milieu de terrain                                                         | Prêt (1 an)                                                                                             | Universidad Católica             | Primera División          |
| 13 février 2019      | Daniel Kinumbe          | Canada      | Défenseur                                                                 | Prêt | Fury d'Ottawa                    | USL                       |
| 26 avril 2019        | Amar Sejdic             | États-Unis  | Milieu de terrain                                                         | Prêt | Fury d'Ottawa                    | USL                       |
| 22 juillet 2019      | Harry Novillo           | Martinique  | Attaquant                                                                 | Contrat résilié                                                                                         |                                  |                           |
| 7 août 2019          | Micheal Azira           | Ouganda     | Milieu de terrain                                                         | Échange avec un choix 2e tour de MLS SuperDraft contre le 1er rang d'allocation et Jorge Luis Corrales  | Fire de Chicago                  | MLS                       |
| 12 août 2019         | Omar Browne             | Panama      | Milieu de terrain                                                         | Retour de prêt anticipé                                                                                 | Independiente La Chorrera        | Liga Panameña             |
| 14 août 2019         | Zakaria Diallo          | France      | Défenseur                                                                 | Transfert                                                                                               | RC Lens                          | Ligue 2                   |
| 21 août 2019         | Rémi Garde              | France      | Entraîneur-chef                                                           | Démis de ses fonctions                                                                                  |                                  |                           |
| 21 août 2019         | Joël Bats               | France      | Entraîneur-adjoint                                                        | Démis de ses fonctions                                                                                  |                                  |                           |
| 21 août 2019         | Robert Duverne          | France      | Préparateur physique                                                      | Démis de ses fonctions                                                                                  |                                  |                           |
| 25 août 2019         | Nick De Santis          | Canada      | vice-président relations internationales et développement technique       | |                                  |                           |

## Saison 2019

### Major League Soccer 2019
| Match 1                 | Earthquakes de San José | 1-2     | Impact de Montréal | Avaya Stadium, San José                        |                                                |
| 2 mars 2019 22h00 (HNE) | (Vako, Godoy ) Magnus Eriksson 11e | (1-2)   | 29e Ignacio Piatti ( Taïder) · 44e Saphir Taïder ( Diallo) | Spectateurs : 18 000 Arbitrage : Joe Dickerson | Spectateurs : 18 000 Arbitrage : Joe Dickerson |
| 2 mars 2019 22h00 (HNE) | Rapport |         | | Spectateurs : 18 000 Arbitrage : Joe Dickerson | Spectateurs : 18 000 Arbitrage : Joe Dickerson |
| 2 mars 2019 22h00 (HNE) | Vega - Kashia, Cummings ( 66e, 74e Hoesen), López, Lima ( 61e Thompson ( 73e)) - Godoy, Espinoza, Judson ( 77e), Vako, Wondolowski, Eriksson ( 69e Yueill) | Équipes | Bush ( 90+5e) - Sagna ( 45+1e), Cabrera, Diallo, Lovitz - Piette, Azira ( 58e), Taïder - Okwonkwo ( 70e M. Choinière ( 82e)), Urruti, Piatti ( 85e Brault-Guillard) | Spectateurs : 18 000 Arbitrage : Joe Dickerson | Spectateurs : 18 000 Arbitrage : Joe Dickerson |

| Match 2                 | Dynamo de Houston | 2-1     | Impact de Montréal | BBVA Compass Stadium, Houston                  |                                                |
| 9 mars 2019 17h00 (HNE) | (Martínez ) Memo Rodriguez 36e · (Quioto ) Mauro Manotas 86e | (1-1)   | 34e Saphir Taïder ( Azira) | Spectateurs : 12 601 Arbitrage : Ismail Elfath | Spectateurs : 12 601 Arbitrage : Ismail Elfath |
| 9 mars 2019 17h00 (HNE) | Rapport |         | | Spectateurs : 12 601 Arbitrage : Ismail Elfath | Spectateurs : 12 601 Arbitrage : Ismail Elfath |
| 9 mars 2019 17h00 (HNE) | Willis - DeLaGarza, Struna, Figueroa, Lundqvist - Garcia ( 74e), Cerén, Rodriguez ( 65e Quioto ( 77e)), Martínez ( 74e McNamara), Hairston ( 57e Elis) - Manotas | Équipes | Bush - Sagna ( 77e), Cabrera ( 88e), Diallo, Lovitz - Piette, Azira, Taïder ( 84e Shome) - Okwonkwo ( 46e M. Choinière), Urruti ( 80e Jackson-Hamel), Piatti | Spectateurs : 12 601 Arbitrage : Ismail Elfath | Spectateurs : 12 601 Arbitrage : Ismail Elfath |

| Match 3                  | Orlando City SC | 1-3     | Impact de Montréal | Orlando City Stadium, Orlando                 |                                               |
| 16 mars 2019 16h00 (HNE) | (Patiño, Mueller ) Dom Dwyer | (0-2)   | 14e Orji Okwonkwo · 15e Ignacio Piatti ( Urruti) · 80e Ignacio Piatti ( Novillo)                                                                                | Spectateurs : 22 352 Arbitrage : Timothy Ford | Spectateurs : 22 352 Arbitrage : Timothy Ford |
| 16 mars 2019 16h00 (HNE) | Rapport |         | | Spectateurs : 22 352 Arbitrage : Timothy Ford | Spectateurs : 22 352 Arbitrage : Timothy Ford |
| 16 mars 2019 16h00 (HNE) | Rowe ( 16e) - Ruan, O’Neill ( 23e, 74e Patiño), Ascues, Acosta ( 55e, 75e Colmán), Mueller - Johnson ( 21e Higuita ( 90+7e)), Kljestan, Mendez - Dwyer, Nani | Équipes | Bush - Sagna, Cabrera ( 83e M. Choinière), Diallo ( 90+6e), Lovitz - Piette, Azira ( 32e), Taïder - Okwonkwo ( 57e, 74e Novillo), Urruti ( 76e Raitala), Piatti | Spectateurs : 22 352 Arbitrage : Timothy Ford | Spectateurs : 22 352 Arbitrage : Timothy Ford |

| Match 4                  | Sporting de Kansas City | 7-1     | Impact de Montréal | Children's Mercy Park, Kansas City            |                                               |
| 30 mars 2019 15h00 (HNE) | (Németh ) Johnny Russell 10e · (Gerso, Gutiérrez ) Krisztián Németh 43e · (Gerso, Espinoza ) Felipe Gutiérrez 45+2e · (Espinoza ) Johnny Russell 50e · (Russell ) Krisztián Németh 68e · Gianluca Busio 78e · (Sánchez ) Krisztián Németh 84e | (3-0)   | 89e Saphir Taïder ( Urruti, Lovitz) | Spectateurs : 18 632 Arbitrage : Nima Saghafi | Spectateurs : 18 632 Arbitrage : Nima Saghafi |
| 30 mars 2019 15h00 (HNE) | Rapport |         | | Spectateurs : 18 632 Arbitrage : Nima Saghafi | Spectateurs : 18 632 Arbitrage : Nima Saghafi |
| 30 mars 2019 15h00 (HNE) | Melia - Zusi, Fontàs, Besler, Sinovic - Espinoza ( 62e Busio), Sánchez, Gutiérrez ( 74e Rowe) - Russell, Németh, Gerso ( 71e Croizet) | Équipes | Bush - Sagna, Cabrera, Camacho, Lovitz ( 19e) - Piette ( 22e), Azira, Shome ( 54e Bayiha) - Okwonkwo ( 76e Raitala), Urruti ( 90+1e Jackson-Hamel), Taïder | Spectateurs : 18 632 Arbitrage : Nima Saghafi | Spectateurs : 18 632 Arbitrage : Nima Saghafi |

| Match 5                  | New York City FC | 0-0     | Impact de Montréal | Yankee Stadium, New York                   |                                            |
| 6 avril 2019 13h00 (HNE) | | (0-0)   | | Spectateurs : 19 353 Arbitrage : Ted Unkel | Spectateurs : 19 353 Arbitrage : Ted Unkel |
| 6 avril 2019 13h00 (HNE) | Rapport |         | | Spectateurs : 19 353 Arbitrage : Ted Unkel | Spectateurs : 19 353 Arbitrage : Ted Unkel |
| 6 avril 2019 13h00 (HNE) | Johnson - Tinnerholm, Chanot, Matarrita ( 32e), Ibeagha - Ring, Mitrita, Sands ( 90+3e), Medina ( 63e Héber), Lewis ( 56e Tajouri-Shradi) - Castellanos ( 79e Parks) | Équipes | Bush - Sagna ( 72e), Diallo, Raitala, Lovitz - Piette ( 63e), Azira, Taïder - Okwonkwo ( 83e Jackson-Hamel), Urruti ( 70e), Novillo ( 59e, 77e Cabrera) | Spectateurs : 19 353 Arbitrage : Ted Unkel | Spectateurs : 19 353 Arbitrage : Ted Unkel |

| Match 6                  | D.C. United | 0-0     | Impact de Montréal | Audi Field, Washington                       |                                              |
| 9 avril 2019 20h00 (HNE) | | (0-0)   | | Spectateurs : 18 116 Arbitrage : Chris Penso | Spectateurs : 18 116 Arbitrage : Chris Penso |
| 9 avril 2019 20h00 (HNE) | Rapport |         | | Spectateurs : 18 116 Arbitrage : Chris Penso | Spectateurs : 18 116 Arbitrage : Chris Penso |
| 9 avril 2019 20h00 (HNE) | Hamid - McCann ( 56e Rodríguez), Brillant, Jara ( 40e, 90e Robinson), Birnbaum - Moreno, Acosta, Arriola ( 27e), Canouse, Stieber ( 64e Amarikwa) - Segura | Équipes | Bush - Brault-Guillard, Diallo, Cabrera, Lovitz - Piette, Shome ( 49e), Taïder ( 62e, 80e Azira) - Choinière ( 84e Novillo), Jackson-Hamel ( 80e Okwonkwo), Bayiha | Spectateurs : 18 116 Arbitrage : Chris Penso | Spectateurs : 18 116 Arbitrage : Chris Penso |

| Match 7                   | Impact de Montréal | 1-0     | Columbus Crew SC | Stade Saputo, Montréal                              |                                                     |
| 13 avril 2019 13h00 (HAE) | (Urruti ) Harry Novillo 55e | (0-0)   | | Spectateurs : 18 634 Arbitrage : Armando Villarreal | Spectateurs : 18 634 Arbitrage : Armando Villarreal |
| 13 avril 2019 13h00 (HAE) | Rapport |         | | Spectateurs : 18 634 Arbitrage : Armando Villarreal | Spectateurs : 18 634 Arbitrage : Armando Villarreal |
| 13 avril 2019 13h00 (HAE) | Bush - Sagna, Diallo, Raitala, Lovitz - Piette, Azira, Taïder - Novillo ( 74e Choinière), Urruti ( 89e Cabrera), Okwonkwo ( 77e Bayiha) | Équipes | Steffen - Jiménez ( 86e Mullins), Mensah ( 90+4e), Williams, Francis - Artur, Higuaín, Santos ( 58e Meram), Robinho ( 74e Hansen), Trapp - Zardes | Spectateurs : 18 634 Arbitrage : Armando Villarreal | Spectateurs : 18 634 Arbitrage : Armando Villarreal |

| Match 8                   | Union de Philadelphie | 3-0     | Impact de Montréal | Talen Energy Stadium, Chester                  |                                                |
| 20 avril 2019 13h00 (HNE) | Cory Burke 14e · Jamiro Monteiro 45e (pen.) · (Medunjanin, Wagner ) Alejandro Bedoya 45+2e                                                                         | (2-0)   | | Spectateurs : 15 407 Arbitrage : Robert Sibiga | Spectateurs : 15 407 Arbitrage : Robert Sibiga |
| 20 avril 2019 13h00 (HNE) | Rapport |         | | Spectateurs : 15 407 Arbitrage : Robert Sibiga | Spectateurs : 15 407 Arbitrage : Robert Sibiga |
| 20 avril 2019 13h00 (HNE) | Blake ( 54e Freese) - Collin, Elliott, Wagner ( 90e), Gaddis - Bedoya, Aaronson, Medunjanin ( 62e), Ilsinho ( 68e Picault), Monteiro - Burke ( 67e, 83e Przybylko) | Équipes | Bush ( 78e) - Sagna, Diallo, Raitala, Lovitz - Piette, Azira, Taïder ( 46e Shome) - Novillo ( 74e Choinière), Urruti, Okwonkwo ( 46e Bayiha) | Spectateurs : 15 407 Arbitrage : Robert Sibiga | Spectateurs : 15 407 Arbitrage : Robert Sibiga |

| Match 9                   | Revolution de la Nouvelle-Angleterre | 0-3     | Impact de Montréal | Gillette Stadium, Foxborough                 |                                              |
| 24 avril 2019 19h30 (HNE) | | (0-0)   | 79e Shamit Shome · 85e Anthony Jackson-Hamel ( Lovitz) · 90+3e Anthony Jackson-Hamel ( Bayiha)                                                                | Spectateurs : 9 422 Arbitrage : Nima Saghafi | Spectateurs : 9 422 Arbitrage : Nima Saghafi |
| 24 avril 2019 19h30 (HNE) | Rapport |         | | Spectateurs : 9 422 Arbitrage : Nima Saghafi | Spectateurs : 9 422 Arbitrage : Nima Saghafi |
| 24 avril 2019 19h30 (HNE) | Cropper - Farrell, Mancienne, Castillo, Anibaba - Caldwell ( 58e, 71e Penilla), Gil, Caicedo, Fagúndez ( 82e Wright) - Agudelo, Bunbury ( 59e Caicedo) | Équipes | Bush - Brault-Guillard, Diallo, Cabrera, Lovitz - Piette ( 72e), Azira, Shome ( 84e Choinière) - Bayiha, Urruti ( 71e Jackson-Hamel), Okwonkwo ( 80e Raitala) | Spectateurs : 9 422 Arbitrage : Nima Saghafi | Spectateurs : 9 422 Arbitrage : Nima Saghafi |

| Match 10                  | Impact de Montréal | 1-0     | Fire de Chicago | Stade Saputo, Montréal                          |                                                 |
| 28 avril 2019 13h30 (HAE) | Omar Browne 83e | (0-0)   | | Spectateurs : 15 758 Arbitrage : Rubiel Vazquez | Spectateurs : 15 758 Arbitrage : Rubiel Vazquez |
| 28 avril 2019 13h30 (HAE) | Rapport |         | | Spectateurs : 15 758 Arbitrage : Rubiel Vazquez | Spectateurs : 15 758 Arbitrage : Rubiel Vazquez |
| 28 avril 2019 13h30 (HAE) | Bush - Sagna ( 78e), Diallo, Raitala, Lovitz - Piette, Azira, Taïder - Bayiha ( 40e Browne), Urruti ( 89e Cabrera), Okwonkwo ( 65e Novillo) | Équipes | Ousted - Schweinsteiger, Campos ( 88e Martínez), Kappelhof ( 90+5e), Corrales - Katai, Sapong, McCarty ( 88e Bronico), Mihailovic, Gaitán - Nikolic ( 75e Frankowski) | Spectateurs : 15 758 Arbitrage : Rubiel Vazquez | Spectateurs : 15 758 Arbitrage : Rubiel Vazquez |

| Match 11               | Impact de Montréal | 0-2     | New York City FC | Stade Saputo, Montréal                            |                                                   |
| 4 mai 2019 17h00 (HNE) | | (0-1)   | 6e Maximiliano Moralez · 49e Ismael Tajouri-Shradi ( Moralez)                                                                                             | Spectateurs : 16 961 Arbitrage : Baldomero Toledo | Spectateurs : 16 961 Arbitrage : Baldomero Toledo |
| 4 mai 2019 17h00 (HNE) | Rapport |         | | Spectateurs : 16 961 Arbitrage : Baldomero Toledo | Spectateurs : 16 961 Arbitrage : Baldomero Toledo |
| 4 mai 2019 17h00 (HNE) | Bush - Brault-Guillard, Diallo, Raitala, Lovitz ( 31e) - Piette, Azira ( 86e Shome), Taïder ( 40e) - Novillo ( 46e Browne), Jackson-Hamel, Okwonkwo ( 57e Urruti) | Équipes | Johnson - Callens, Chanot, Ibeagha - Ring ( 64e), Tinnerholm, Sweat, Ofori ( 68e Rocha) - Héber, Tajouri-Shradi ( 86e Castellanos), Moralez ( 63e Medina) | Spectateurs : 16 961 Arbitrage : Baldomero Toledo | Spectateurs : 16 961 Arbitrage : Baldomero Toledo |

| Match 12               | Red Bulls de New York | 1-2     | Impact de Montréal | Red Bull Arena, Harrison                        |                                                 |
| 8 mai 2019 20h00 (HNE) | ( Rzatkowski) Aaron Long 36e | (1-0)   | 64e Zakaria Diallo ( Urruti, Browne) · 79e (pen.) Maximiliano Urruti                                                                              | Spectateurs : 11 115 Arbitrage : Alex Chilowicz | Spectateurs : 11 115 Arbitrage : Alex Chilowicz |
| 8 mai 2019 20h00 (HNE) | Rapport |         | | Spectateurs : 11 115 Arbitrage : Alex Chilowicz | Spectateurs : 11 115 Arbitrage : Alex Chilowicz |
| 8 mai 2019 20h00 (HNE) | Robles - Long, Tarek ( 23e, 68e Kaku), Lade, Lawrence, Parker ( 73e) - Muyl ( 68e Fernandez), Royer, Rzatkowski, Davis - Barlow ( 74e Etienne) | Équipes | Bush - Brault-Guillard, Diallo, Camacho, Raitala, Lovitz - Piette ( 73e), Shome, Browne ( 74e Azira) - Urruti ( 51e), Jackson-Hamel ( 85e Taïder) | Spectateurs : 11 115 Arbitrage : Alex Chilowicz | Spectateurs : 11 115 Arbitrage : Alex Chilowicz |

| Match 13                | FC Cincinnati | 2-1     | Impact de Montréal | Nippert Stadium, Cincinnati                       |                                                   |
| 11 mai 2019 13h00 (HNE) | ( Mattocks) Allan Cruz 7e · ( Rzatkowski, Lamah) Fatai Alashe 62e                                                                  | (1-0)   | 75e Orji Okwonkwo ( Urruti) | Spectateurs : 26 258 Arbitrage : Joseph Dickerson | Spectateurs : 26 258 Arbitrage : Joseph Dickerson |
| 11 mai 2019 13h00 (HNE) | Rapport |         | | Spectateurs : 26 258 Arbitrage : Joseph Dickerson | Spectateurs : 26 258 Arbitrage : Joseph Dickerson |
| 11 mai 2019 13h00 (HNE) | Richey - Garza, Hoyte, Waston, Deplagne - Amaya ( 59e Alashe), Bertone, Ulloa - Cruz ( 81e Manneh), Mattocks, Lamah ( 74e Ledesma) | Équipes | Bush - Brault-Guillard ( 71e Sagna ( 87e)), Diallo, Camacho, Raitala ( 75e Jackson-Hamel), Lovitz - Piette, Shome, Azira ( 47e, 63e Okwonkwo) - Urruti, Browne | Spectateurs : 26 258 Arbitrage : Joseph Dickerson | Spectateurs : 26 258 Arbitrage : Joseph Dickerson |

| Match 14                | Impact de Montréal | 0-0     | Revolution de la Nouvelle-Angleterre | Stade Saputo, Montréal                        |                                               |
| 18 mai 2019 13h00 (HNE) | | (0-0)   | | Spectateurs : 15 559 Arbitrage : Ramy Touchan | Spectateurs : 15 559 Arbitrage : Ramy Touchan |
| 18 mai 2019 13h00 (HNE) | Rapport |         | | Spectateurs : 15 559 Arbitrage : Ramy Touchan | Spectateurs : 15 559 Arbitrage : Ramy Touchan |
| 18 mai 2019 13h00 (HNE) | Bush - Brault-Guillard ( 89e), Diallo, Raitala, Lovitz - Piette ( 90+5e), Taïder, Shome ( 82e) - Choinière ( 66e Piatti ( 79e)), Urruti, Okwonkwo ( 74e Jackson-Hamel) | Équipes | Turner - Farrell ( 56e), Bye, Castillo ( 35e Jones), Anibaba - Gil, Penilla, Fagundez ( 60e Buchanan), Agudelo ( 66e), Caicedo ( 21e) - Bunbury ( 90e Zahibo) | Spectateurs : 15 559 Arbitrage : Ramy Touchan | Spectateurs : 15 559 Arbitrage : Ramy Touchan |

| Match 15                | Los Angeles FC | 4-2     | Impact de Montréal | Banc of California Stadium, Los Angeles             |                                                     |
| 24 mai 2019 22h30 (HNE) | Christian Ramirez 7e · ( Atuesta) Carlos Vela 28e · ( Rossi, Vela) Latif Blessing 31e · ( Vela) Tristan Blackmon 55e                                   | (3-0)   | 70e (csc) Eddie Segura · 84e (pen.) Saphir Taïder                                                                                             | Spectateurs : 22 444 Arbitrage : Armando Villarreal | Spectateurs : 22 444 Arbitrage : Armando Villarreal |
| 24 mai 2019 22h30 (HNE) | Rapport |         | | Spectateurs : 22 444 Arbitrage : Armando Villarreal | Spectateurs : 22 444 Arbitrage : Armando Villarreal |
| 24 mai 2019 22h30 (HNE) | Miller - Segura, Harvey, Blackmon, Zimmerman ( 83e) - Atuesta ( 72e Horta), Latif Blessing, Kaye - Vela, Ramirez ( 65e Diomande), Rossi ( 90+2e Pérez) | Équipes | Bush - Sagna, Diallo, Raitala, Lovitz - Azira, Taïder, Shome - Piatti ( 64e Krolicki), Urruti ( 77e Jackson-Hamel), Okwonkwo ( 41e Choinière) | Spectateurs : 22 444 Arbitrage : Armando Villarreal | Spectateurs : 22 444 Arbitrage : Armando Villarreal |

| Match 16                | Impact de Montréal | 2-1     | Real Salt Lake | Stade Saputo, Montréal                         |                                                |
| 29 mai 2019 19h30 (HNE) | (Shome, Sagna ) Omar Browne 45+2e · Saphir Taïder 68e (pen.) | (1-0)   | 84e Sam Johnson ( Kreilach) | Spectateurs : 11 966 Arbitrage : Fotis Bazakos | Spectateurs : 11 966 Arbitrage : Fotis Bazakos |
| 29 mai 2019 19h30 (HNE) | Rapport |         | | Spectateurs : 11 966 Arbitrage : Fotis Bazakos | Spectateurs : 11 966 Arbitrage : Fotis Bazakos |
| 29 mai 2019 19h30 (HNE) | Bush - Sagna ( 83e), Camacho, Raitala, Lovitz - Piette ( 36e), Taïder, Shome - Choinière ( 78e Krolicki), Urruti ( 90+4e Diallo), Browne ( 72e Brault-Guillard) | Équipes | Rimando - Lennon, Toia ( 86e Herrera), Holt, Glad - Kreilach ( 59e), Savarino, Plata ( 69e Saucedo), Portillo ( 60e), Johnson - Rusnák ( 57e Baird) | Spectateurs : 11 966 Arbitrage : Fotis Bazakos | Spectateurs : 11 966 Arbitrage : Fotis Bazakos |

| Match 17                  | Impact de Montréal | 0-3     | Orlando City SC | Stade Saputo, Montréal                       |                                              |
| 1er juin 2019 17h00 (HNE) | | (0-3)   | 27e (pen.) Nani · 36e Tesho Akindele ( Mueller, Higuita) · 42e Will Johnson                                                                 | Spectateurs : 17 018 Arbitrage : Chris Penso | Spectateurs : 17 018 Arbitrage : Chris Penso |
| 1er juin 2019 17h00 (HNE) | Rapport |         | | Spectateurs : 17 018 Arbitrage : Chris Penso | Spectateurs : 17 018 Arbitrage : Chris Penso |
| 1er juin 2019 17h00 (HNE) | Bush - Sagna ( 36e Brault-Guillard), Cabrera, Diallo, Lovitz - Piette, Taïder, Azira - Urruti ( 45e), Jackson-Hamel, Browne ( 78e Shome) | Équipes | Rowe - Moutinho ( 49e), Sané, Jansson, Ruan - Higuita ( 83e Smith), Méndez, Johnson - Mueller ( 86e Rosell), Nani ( 76e Kljestan), Akindele | Spectateurs : 17 018 Arbitrage : Chris Penso | Spectateurs : 17 018 Arbitrage : Chris Penso |

| Match 18                | Impact de Montréal | 2-1     | Sounders de Seattle | Stade Saputo, Montréal                        |                                               |
| 5 juin 2019 19h30 (HNE) | Saphir Taïder 74e (pen.) · (Browne ) Saphir Taïder 78e                                                                                | (0-0)   | 65e (pen.) Víctor Rodríguez | Spectateurs : 13 037 Arbitrage : Nima Saghafi | Spectateurs : 13 037 Arbitrage : Nima Saghafi |
| 5 juin 2019 19h30 (HNE) | Rapport |         | | Spectateurs : 13 037 Arbitrage : Nima Saghafi | Spectateurs : 13 037 Arbitrage : Nima Saghafi |
| 5 juin 2019 19h30 (HNE) | Bush - Cabrera, Diallo, Camacho ( 31e) - Shome, Krolicki, Azira, Kinumbe ( 67e Novillo) - Taïder, Urruti, Browne ( 86e Jackson-Hamel) | Équipes | Frei - Campbell, Leerdam, Tolo ( 56e), Abdul-Salaam - A. Roldán ( 82e Leyva), Bwana ( 54e Jones), Shipp, Delem ( 61e), Rodríguez ( 86e Wingo) - Bruin | Spectateurs : 13 037 Arbitrage : Nima Saghafi | Spectateurs : 13 037 Arbitrage : Nima Saghafi |

| Match 19                 | Impact de Montréal | 2-1     | Timbers de Portland | Stade Saputo, Montréal                          |                                                 |
| 26 juin 2019 19h30 (HNE) | (Sagna ) Orji Okwonkwo 28e · (Taïder ) Orji Okwonkwo 66e                                                                                   | (1-0)   | 53e Tomás Conechny ( Cascante, Loría) | Spectateurs : 15 167 Arbitrage : Rubiel Vazquez | Spectateurs : 15 167 Arbitrage : Rubiel Vazquez |
| 26 juin 2019 19h30 (HNE) | Rapport |         | | Spectateurs : 15 167 Arbitrage : Rubiel Vazquez | Spectateurs : 15 167 Arbitrage : Rubiel Vazquez |
| 26 juin 2019 19h30 (HNE) | Bush - Sagna, Cabrera ( 90+3e), Diallo, Camacho, Raitala - Shome ( 32e, 86e Novillo), Krolicki - Taïder, Urruti, Okwonkwo ( 70e Choinière) | Équipes | Attinella - Dielna, Cascante, Farfan ( 77e), Jadama - Paredes, Williamson ( 76e Ebobisse), Loría, Zambrano, Conechny ( 57e, 71e Melano) - Asprilla ( 90+1e Langsdorf) | Spectateurs : 15 167 Arbitrage : Rubiel Vazquez | Spectateurs : 15 167 Arbitrage : Rubiel Vazquez |

| Match 20                 | Atlanta United FC | 2-1     | Impact de Montréal | Mercedes-Benz Stadium, Atlanta                |                                               |
| 29 juin 2019 22h30 (HNE) | (Martínez ) Justin Meram 35e · (Shea, González Pirez ) Justin Meram 83e                                                                                                 | (1-0)   | 50e Zakaria Diallo ( Novillo) | Spectateurs : 44 627 Arbitrage : Ramy Touchan | Spectateurs : 44 627 Arbitrage : Ramy Touchan |
| 29 juin 2019 22h30 (HNE) | Rapport |         | | Spectateurs : 44 627 Arbitrage : Ramy Touchan | Spectateurs : 44 627 Arbitrage : Ramy Touchan |
| 29 juin 2019 22h30 (HNE) | Guzan - Pogba ( 83e Shea), Escobar ( 67e), González Pirez, Robinson - Nagbe ( 57e), Remedi, Martínez ( 68e Pereira), Gressel, Meram ( 87e Larentowicz) - Vázquez ( 40e) | Équipes | Bush - Sagna, Cabrera, Diallo, Camacho, Raitala ( 90e) - Shome, Krolicki ( 41e) - Taïder, Novillo ( 66e Okwonkwo), Choinière ( 84e Jackson-Hamel) | Spectateurs : 44 627 Arbitrage : Ramy Touchan | Spectateurs : 44 627 Arbitrage : Ramy Touchan |

| Match 21                   | Impact de Montréal | 2-3     | Minnesota United FC | Stade Saputo, Montréal                      |                                             |
| 6 juillet 2019 19h30 (HNE) | (Diallo ) Anthony Jackson-Hamel 1re · (Taïder ) Rudy Camacho 13e                                                                                  | (2-2)   | 9e Mason Toye ( Molino) · 45+2e (pen.) Ethan Finlay · 47e Mason Toye ( Molino)                                                         | Spectateurs : 16 796 Arbitrage : Alan Kelly | Spectateurs : 16 796 Arbitrage : Alan Kelly |
| 6 juillet 2019 19h30 (HNE) | Rapport |         | | Spectateurs : 16 796 Arbitrage : Alan Kelly | Spectateurs : 16 796 Arbitrage : Alan Kelly |
| 6 juillet 2019 19h30 (HNE) | Bush ( 45+1e) - Sagna, Cabrera, Diallo ( 57e Browne), Camacho, Raitala - Shome, Piette - Choinière ( 61e Novillo), Krolicki ( 77e Urruti), Taïder | Équipes | Mannone - Kallman, Gasper, Miller, Boxall - Martin ( 70e Dotson), Finlay ( 70e Ibarra), Molino, Olum, Schüller - Toye ( 82e Rodríguez) | Spectateurs : 16 796 Arbitrage : Alan Kelly | Spectateurs : 16 796 Arbitrage : Alan Kelly |

| Match 22                    | Impact de Montréal | 0-2     | Toronto FC | Stade Saputo, Montréal                        |                                               |
| 13 juillet 2019 19h30 (HNE) | | (0-0)   | 61e Alejandro Pozuelo ( Delgado) · 90+5e Jozy Altidore                                                                                                   | Spectateurs : 19 619 Arbitrage : Drew Fischer | Spectateurs : 19 619 Arbitrage : Drew Fischer |
| 13 juillet 2019 19h30 (HNE) | Rapport |         | | Spectateurs : 19 619 Arbitrage : Drew Fischer | Spectateurs : 19 619 Arbitrage : Drew Fischer |
| 13 juillet 2019 19h30 (HNE) | Bush - Sagna, Cabrera, Raitala, Lovitz ( 60e) - Piette ( 60e Bayiha), Azira, Shome ( 79e Urruti) - Taïder, Jackson-Hamel, Okwonkwo ( 62e Browne) | Équipes | Westberg - Auro ( 76e Laryea), Mavinga ( 25e), Morrow, González - Pozuelo, Shaffelburg ( 83e Zavaleta), Delgado, Bradley, DeLeon ( 46e Endoh) - Altidore | Spectateurs : 19 619 Arbitrage : Drew Fischer | Spectateurs : 19 619 Arbitrage : Drew Fischer |

| Match 23                    | Columbus Crew SC | 2-1     | Impact de Montréal | Mapfre Stadium, Columbus                       |                                                |
| 20 juillet 2019 19h30 (HNE) | (Trapp ) Josh Williams 6e · (Santos, Jiménez ) David Accam 46e                                                                               | (1-1)   | 45+2e Zakaria Diallo ( Taïder) | Spectateurs : 15 124 Arbitrage : Robert Sibiga | Spectateurs : 15 124 Arbitrage : Robert Sibiga |
| 20 juillet 2019 19h30 (HNE) | Rapport |         | | Spectateurs : 15 124 Arbitrage : Robert Sibiga | Spectateurs : 15 124 Arbitrage : Robert Sibiga |
| 20 juillet 2019 19h30 (HNE) | Room - Afful, Williams ( 53e, 56e Crognale), Keita, Francis ( 45e Jiménez) - Argudo, Trapp, Santos, Artur ( 17e), Accam ( 74e Díaz) - Zardes | Équipes | Bush - Diallo, Camacho, Raitala ( 80e Browne ( 90+6e)) - Sagna ( 55e), Azira, Shome ( 64e Bayiha), Lovitz - Okwonkwo, Urruti, Taïder ( 84e Krolicki) | Spectateurs : 15 124 Arbitrage : Robert Sibiga | Spectateurs : 15 124 Arbitrage : Robert Sibiga |

| Match 24                    | Impact de Montréal | 4-0     | Union de Philadelphie | Stade Saputo, Montréal                        |                                               |
| 27 juillet 2019 20h00 (HNE) | (Brault-Guillard ) Lassi Lappalainen 4e · (Piatti ) Orji Okwonkwo 36e · Lassi Lappalainen 46e · (Urruti ) Orji Okwonkwo 66e                                        | (2-0)   | | Spectateurs : 16 344 Arbitrage : Jair Marrufo | Spectateurs : 16 344 Arbitrage : Jair Marrufo |
| 27 juillet 2019 20h00 (HNE) | Rapport |         | | Spectateurs : 16 344 Arbitrage : Jair Marrufo | Spectateurs : 16 344 Arbitrage : Jair Marrufo |
| 27 juillet 2019 20h00 (HNE) | Bush - Brault-Guillard, Diallo ( 9e), Raitala, Lovitz - Okwonkwo ( 69e Bayiha), Taïder, Shome, Lappalainen ( 82e Choinière) - Piatti ( 62e Camacho), Urruti ( 42e) | Équipes | Blake - Trusty, Elliott, Real ( 56e Wooten), Gaddis - Bedoya, Aaronson ( 49e Ilsinho), Medunjanin, Fabián, Picault ( 74e Fontana) - Przybylko | Spectateurs : 16 344 Arbitrage : Jair Marrufo | Spectateurs : 16 344 Arbitrage : Jair Marrufo |

| Match 25                | Colorado Rapids | 6-3     | Impact de Montréal | Dick's Sporting Goods Park, Commerce City           |                                                     |
| 3 août 2019 21h00 (HNE) | Evan Bush 21e (csc) · Kei Kamara 36e (pen.) · (Shinyashiki ) Kei Kamara 45+1e · (Price ) Diego Rubio 45+4e · (Price ) Andre Shinyashiki 78e · (Price ) Kei Kamara 90e | (4-1)   | 18e (csc) Kei Kamara · 55e Maximiliano Urruti ( Choinière) · 76e (pen.) Saphir Taïder                                                                        | Spectateurs : 14 007 Arbitrage : Marcos de Oliveira | Spectateurs : 14 007 Arbitrage : Marcos de Oliveira |
| 3 août 2019 21h00 (HNE) | Rapport |         | | Spectateurs : 14 007 Arbitrage : Marcos de Oliveira | Spectateurs : 14 007 Arbitrage : Marcos de Oliveira |
| 3 août 2019 21h00 (HNE) | Howard ( 46e Irwin) - Rosenberry, Abubakar ( 56e), Vines, Smith ( 76e Wilson) - Shinyashiki, Rubio, Price, Acosta ( 75e), Nicholson ( 72e Lewis) - Kamara             | Équipes | Bush - Brault-Guillard, Diallo, Raitala, Lovitz - Okwonkwo, Taïder, Shome ( 82e Azira), Lappalainen ( 53e Choinière) - Piatti ( 67e Krolicki ( 83e)), Urruti | Spectateurs : 14 007 Arbitrage : Marcos de Oliveira | Spectateurs : 14 007 Arbitrage : Marcos de Oliveira |

| Match 26                 | Fire de Chicago | 3-2     | Impact de Montréal | SeatGeek Stadium, Bridgeview                 |                                              |
| 10 août 2019 21h00 (HNE) | (Schweinsteiger ) Dax McCarty 8e · (Katai, Calvo ) Nemanja Nikolić 19e · (Mihailovic ) Bastian Schweinsteiger 88e                                            | (2-1)   | 34e (pen.) Saphir Taïder · 76e Bacary Sagna ( Corrales)                                                                                            | Spectateurs : 11 002 Arbitrage : Chris Penso | Spectateurs : 11 002 Arbitrage : Chris Penso |
| 10 août 2019 21h00 (HNE) | Rapport |         | | Spectateurs : 11 002 Arbitrage : Chris Penso | Spectateurs : 11 002 Arbitrage : Chris Penso |
| 10 août 2019 21h00 (HNE) | Kronholm ( 32e) - Schweinsteiger, Calvo, Kappelhof, Bornstein - Katai, Bronico, Sapong, McCarty ( 74e), Gaitán ( 75e Mihailovic) - Nikolić ( 80e Frankowski) | Équipes | Bush - Corrales, Camacho, Diallo ( 67e), Sagna - Choinière ( 63e Lappalainen), Piette, Shome ( 63e Bojan), Taïder, Okwonkwo ( 80e Piatti) - Urruti | Spectateurs : 11 002 Arbitrage : Chris Penso | Spectateurs : 11 002 Arbitrage : Chris Penso |

| Match 27                 | Impact de Montréal | 3-3     | FC Dallas | Stade Saputo, Montréal                     |                                            |
| 17 août 2019 21h00 (HNE) | Lassi Lappalainen 8e · Lassi Lappalainen 45+1e · (Taïder, Lappalainen ) Orji Okwonkwo 56e                                                       | (2-0)   | 59e Zdenek Ondrasek · 85e (pen.) Reto Ziegler · 90e Ryan Hollingshead ( Barrios)                                                                                           | Spectateurs : 17 509 Arbitrage : Ted Unkel | Spectateurs : 17 509 Arbitrage : Ted Unkel |
| 17 août 2019 21h00 (HNE) | Rapport |         | | Spectateurs : 17 509 Arbitrage : Ted Unkel | Spectateurs : 17 509 Arbitrage : Ted Unkel |
| 17 août 2019 21h00 (HNE) | Bush - Sagna, Camacho, Raitala ( 81e), Lovitz ( 90+3e) - Krolicki, Taïder, Lappalainen, Okwonkwo ( 68e, 71e Tabla) - Urruti, Bojan ( 61e Shome) | Équipes | González - Cannon, Hedges, Ziegler ( 35e), Hollingshead - Pomykal ( 79e Servania), Acosta ( 35e), Ferreira ( 71e Pepi) - Barrios ( 90+3e), Badji, Reynolds ( 46e Ondrasek) | Spectateurs : 17 509 Arbitrage : Ted Unkel | Spectateurs : 17 509 Arbitrage : Ted Unkel |

| Match 28                 | Toronto FC | 2-1     | Impact de Montréal | BMO Field, Toronto                                |                                                   |
| 24 août 2019 19h30 (HNE) | Marco Delgado 63e · (Altidore, Bradley ) Justin Morrow 81e | (0-0)   | 49e Bojan Krkić | Spectateurs : 28 989 Arbitrage : Baldomero Toledo | Spectateurs : 28 989 Arbitrage : Baldomero Toledo |
| 24 août 2019 19h30 (HNE) | Rapport |         | | Spectateurs : 28 989 Arbitrage : Baldomero Toledo | Spectateurs : 28 989 Arbitrage : Baldomero Toledo |
| 24 août 2019 19h30 (HNE) | Westberg - Auro, Mavinga, Morrow ( 79e), González - Gallardo ( 60e Laryea ( 73e)), Delgado, Bradley, DeLeon ( 46e Pozuelo), Benezet ( 55e, 80e Osorio) - Altidore ( 70e) | Équipes | Bush - Brault-Guillard, Sagna ( 8e), Raitala, Lovitz - Krolicki ( 90+2e Shome), Taïder, Lappalainen, Tabla ( 69e Jackson-Hamel ( 83e Corrales)) - Urruti, Bojan | Spectateurs : 28 989 Arbitrage : Baldomero Toledo | Spectateurs : 28 989 Arbitrage : Baldomero Toledo |

| Match 29                 | Impact de Montréal | 2-1     | Whitecaps de Vancouver | Stade Saputo, Montréal                         |                                                |
| 28 août 2019 20h00 (HNE) | Doneil Henry 35e (csc) · (Sagna ) Maximiliano Urruti 37e                                                                                           | (2-1)   | 17e Yordy Reyna ( Chirinos, Ricketts) | Spectateurs : 14 513 Arbitrage : Ismail Elfath | Spectateurs : 14 513 Arbitrage : Ismail Elfath |
| 28 août 2019 20h00 (HNE) | Rapport |         | | Spectateurs : 14 513 Arbitrage : Ismail Elfath | Spectateurs : 14 513 Arbitrage : Ismail Elfath |
| 28 août 2019 20h00 (HNE) | Bush - Sagna, Raitala, Camacho, Lovitz - Piette, Taïder, Lappalainen, Bojan ( 84e Krolicki), Okwonkwo ( 68e Shome) - Urruti ( 51e, 90+3e Corrales) | Équipes | Crépeau - Adnan, Cornelius, Henry, Nerwinski - In-Beom, Erice, Chirinos ( 76e Montero), Teibert ( 87e Bair), Reyna - Ricketts ( 82e Bangoura) | Spectateurs : 14 513 Arbitrage : Ismail Elfath | Spectateurs : 14 513 Arbitrage : Ismail Elfath |

| Match 30                 | Impact de Montréal | 0-3     | DC United | Stade Saputo, Montréal                         |                                                |
| 31 août 2019 20h30 (HNE) | | (0-3)   | 20e Ola Kamara · 23e Paul Arriola · 32e Ola Kamara                                                                                               | Spectateurs : 18 285 Arbitrage : Allen Chapman | Spectateurs : 18 285 Arbitrage : Allen Chapman |
| 31 août 2019 20h30 (HNE) | Rapport |         | | Spectateurs : 18 285 Arbitrage : Allen Chapman | Spectateurs : 18 285 Arbitrage : Allen Chapman |
| 31 août 2019 20h30 (HNE) | Bush - Sagna, Jukka Raitala, Camacho ( 18e, 87e Brault-Guillard), Lovitz - Piette, Taïder, Lappalainen ( 78e Shome), Bojan, Okwonkwo ( 72e Tabla) - Urruti ( 56e) | Équipes | Hamid - Brillant, Mora ( 21e), Canouse, Birnbaum - Felipe, Moreno, Rodriguez, Arriola ( 87e Acosta), Segura ( 90e Jara) - Kamara ( 87e Amarikwa) | Spectateurs : 18 285 Arbitrage : Allen Chapman | Spectateurs : 18 285 Arbitrage : Allen Chapman |

| Match 31                      | Impact de Montréal | 0-1     | FC Cincinnati | Stade Saputo, Montréal                        |                                               |
| 14 septembre 2019 19h30 (HNE) | | (0-1)   | 1re Allan Cruz | Spectateurs : 17 159 Arbitrage : Ramy Touchan | Spectateurs : 17 159 Arbitrage : Ramy Touchan |
| 14 septembre 2019 19h30 (HNE) | Rapport |         | | Spectateurs : 17 159 Arbitrage : Ramy Touchan | Spectateurs : 17 159 Arbitrage : Ramy Touchan |
| 14 septembre 2019 19h30 (HNE) | Bush - Sagna, Raitala, Camacho ( 68e), Lovitz ( 44e) - Piette, Taïder, Piatti, Bojan ( 76e Lappalainen), Okwonkwo ( 49e, 69e Tabla) - Urruti | Équipes | Tyton - Deplagne, van der Werff, Waston ( 60e, 88e), Garza - Cruz ( 70e Alashe), Bertone, Amaya ( 89e Hagglund) - Ledesma, Mattocks ( 85e Dally), Gyau | Spectateurs : 17 159 Arbitrage : Ramy Touchan | Spectateurs : 17 159 Arbitrage : Ramy Touchan |

| Match 32                      | Galaxy de Los Angeles | 2-1     | Impact de Montréal | Dignity Health Sports Park, Carson           |                                              |
| 21 septembre 2019 22h30 (HNE) | (Antuna ) Zlatan Ibrahimovic 31e · (Ibrahimovic, Pavón ) Uriel Antuna 50e                                                                    | (1-0)   | 49e Lassi Lappalainen ( Taïder)                                                                                             | Spectateurs : 25 482 Arbitrage : Kevin Stott | Spectateurs : 25 482 Arbitrage : Kevin Stott |
| 21 septembre 2019 22h30 (HNE) | Rapport |         | | Spectateurs : 25 482 Arbitrage : Kevin Stott | Spectateurs : 25 482 Arbitrage : Kevin Stott |
| 21 septembre 2019 22h30 (HNE) | Bingham - Araujo, Steres, Polenta, Romney - Lletget, Dos Santos ( 29e), Corona ( 90+1e Carrasco) - Antuna ( 83e Álvarez), Ibrahimovic, Pavón | Équipes | Bush - Sagna, Fanni, Camacho, Lovitz - Piette, Shome ( 78e Bayiha), Taïder, Sejdic ( 68e Choinière) - Lappalainen, Okwonkwo | Spectateurs : 25 482 Arbitrage : Kevin Stott | Spectateurs : 25 482 Arbitrage : Kevin Stott |

| Match 33                      | Impact de Montréal | 1-1     | Atlanta United FC | Stade Saputo, Montréal                        |                                               |
| 29 septembre 2019 17h00 (HNE) | (Okwonkwo ) Bojan Krkić 81e                                                                                              | (0-0)   | 53e Julian Gressel ( Hyndman) | Spectateurs : 15 557 Arbitrage : Jair Marrufo | Spectateurs : 15 557 Arbitrage : Jair Marrufo |
| 29 septembre 2019 17h00 (HNE) | Rapport |         | | Spectateurs : 15 557 Arbitrage : Jair Marrufo | Spectateurs : 15 557 Arbitrage : Jair Marrufo |
| 29 septembre 2019 17h00 (HNE) | Diop - Sagna, Fanni, Cabrera, Lovitz - Piette, Taïder, Lappalainen ( 60e Urruti), Bayiha ( 66e Okwonkwo) - Piatti, Bojan | Équipes | Guzan - González Pirez, Parkhurst ( 82e Pogba), Robinson - Nagbe, Larentowicz, Gressel, Meram - Vázquez ( 63e Barco), Hyndman, Martínez ( 76e Villalba) | Spectateurs : 15 557 Arbitrage : Jair Marrufo | Spectateurs : 15 557 Arbitrage : Jair Marrufo |

| Match 34                   | Impact de Montréal | 3-0     | Red Bulls de New York | Stade Saputo, Montréal                        |                                               |
| 6 octobre 2019 16h00 (HNE) | (Okwonkwo ) Bojan Krkić 23e · Maximiliano Urruti 37e · (Taïder ) Orji Okwonkwo 62e                                                            | (2-0)   | | Spectateurs : 15 022 Arbitrage : Nima Saghafi | Spectateurs : 15 022 Arbitrage : Nima Saghafi |
| 6 octobre 2019 16h00 (HNE) | Rapport |         | | Spectateurs : 15 022 Arbitrage : Nima Saghafi | Spectateurs : 15 022 Arbitrage : Nima Saghafi |
| 6 octobre 2019 16h00 (HNE) | Diop - Sagna, Camacho ( 89e Corrales), Fanni, Raitala - Piette, Taïder, Piatti ( 89e Shome), Okwonkwo ( 64e, 80e Lappalainen) - Urruti, Bojan | Équipes | Robles - Long, Lawrence, Duncan ( 26e Murillo), Parker - Romero Gamarra, Cásseres Jr, Royer ( 72e Fernandez), Sims), Davis - White ( 62e Wright-Phillips) | Spectateurs : 15 022 Arbitrage : Nima Saghafi | Spectateurs : 15 022 Arbitrage : Nima Saghafi |

### Championnat canadien de soccer 2019

#### Troisième tour
| 3e - match aller            | York9 FC | 2-2     | Impact de Montréal | York Lions Stadium, Toronto                  |                                              |
| 10 juillet 2019 19h30 (HAE) | (Gattas ) Ryan Telfer 83e · (Gasparotto ) Rodrigo Gattas 88e                                                                                               | (0-0)   | 62e Omar Browne · 90+2e (pen.) Saphir Taïder | Spectateurs : 5 252 Arbitrage : Yusri Rudolf | Spectateurs : 5 252 Arbitrage : Yusri Rudolf |
| 10 juillet 2019 19h30 (HAE) | Rapport |         | | Spectateurs : 5 252 Arbitrage : Yusri Rudolf | Spectateurs : 5 252 Arbitrage : Yusri Rudolf |
| 10 juillet 2019 19h30 (HAE) | Ingham - Abzi, Gasparotto, Doner, Thompson - Di Chiara ( 51e), Porter ( 84e Ricci), Aparicio, Telfer, Murofushi - Adjei Karlsson ( 22e, 73e Gattas ( 88e)) | Équipes | Diop - Brault-Guillard ( 31e), Cabrera, Diallo, Camacho, Kinumbe - Krolicki, Piette ( 85e Azira) - Choinière ( 66e Taïder), Urruti, Browne ( 66e Shome) | Spectateurs : 5 252 Arbitrage : Yusri Rudolf | Spectateurs : 5 252 Arbitrage : Yusri Rudolf |

| 3e tour - match retour      | Impact de Montréal | 1-0     | York9 FC | Stade Saputo, Montréal                        |                                               |
| 24 juillet 2019 19h30 (HAE) | Ignacio Piatti 55e (pen.) | (0-0)   | | Spectateurs : 14 723 Arbitrage : David Barrie | Spectateurs : 14 723 Arbitrage : David Barrie |
| 24 juillet 2019 19h30 (HAE) | Rapport |         | | Spectateurs : 14 723 Arbitrage : David Barrie | Spectateurs : 14 723 Arbitrage : David Barrie |
| 24 juillet 2019 19h30 (HAE) | Pantemis - Sagna, Cabrera ( 81e Raitala), Camacho, Lovitz - Krolicki, Taïder ( 85e), Choinière, Piatti ( 65e Shome), Bayiha ( 72e Okwonkwo) - Urruti | Équipes | Ingham - Abzi, Gasparotto, Doner, Thompson - Di Chiara ( 85e), Porter ( 77e Estevez), Aparicio, Telfer, Murofushi ( 61e Ricci) - Adjei Karlsson ( 60e Gattas) | Spectateurs : 14 723 Arbitrage : David Barrie | Spectateurs : 14 723 Arbitrage : David Barrie |

#### Demi-finale
| Demi-finale - match aller | Impact de Montréal | 2-1     | Cavalry FC | Stade Saputo, Montréal                           |                                                  |
| 7 août 2019 19h30 (HAE)   | (Urruti ) Ignacio Piatti 32e · (Sagna, Bayiha ) Ignacio Piatti 49e                                                                              | (1-0)   | 69e Sergio Camargo ( Malonga) | Spectateurs : 12 665 Arbitrage : Silviu Petrescu | Spectateurs : 12 665 Arbitrage : Silviu Petrescu |
| 7 août 2019 19h30 (HAE)   | Rapport |         | | Spectateurs : 12 665 Arbitrage : Silviu Petrescu | Spectateurs : 12 665 Arbitrage : Silviu Petrescu |
| 7 août 2019 19h30 (HAE)   | Pantemis - Raitala, Camacho, Diallo, Sagna - Lappalainen ( 79e Taïder), Piette, Krolicki ( 34e), Bayiha ( 70e Okwonkwo ( 74e)) - Piatti, Urruti | Équipes | Carducci - Zator, Wheeldon, Trafford - Büscher, Mavila, Pasquotti, Ledgerwood ( 56e, 71e) - Brown ( 61e Malonga), Escalante ( 73e Eustaquio), Camargo ( 80e Oliver) | Spectateurs : 12 665 Arbitrage : Silviu Petrescu | Spectateurs : 12 665 Arbitrage : Silviu Petrescu |

| Demi-finale - match retour | Cavalry FC | 0-1     | Impact de Montréal | ATCO Field, Calgary                                 |                                                     |
| 14 août 2019 (HAE)         | | (0-1)   | (Taïder ) Anthony Jackson-Hamel 13e | Spectateurs : 5 633 Arbitrage : Pierre-Luc Lauziere | Spectateurs : 5 633 Arbitrage : Pierre-Luc Lauziere |
| 14 août 2019 (HAE)         | Rapport |         | | Spectateurs : 5 633 Arbitrage : Pierre-Luc Lauziere | Spectateurs : 5 633 Arbitrage : Pierre-Luc Lauziere |
| 14 août 2019 (HAE)         | Carducci - Zator, Wheeldon, Trafford, Mavila ( 80e Pepple) - Eustáquio, Pasquotti, Büscher, Adekugbe ( 63e Oliver), Escalante - Malonga | Équipes | Diop - Sagna, Camacho, Raitala, Corrales ( 35e) - Bayiha, Taïder, Shome, Lappalainen ( 69e Krolicki) - Jackson-Hamel ( 80e Okwonkwo), Urruti | Spectateurs : 5 633 Arbitrage : Pierre-Luc Lauziere | Spectateurs : 5 633 Arbitrage : Pierre-Luc Lauziere |

#### Finale
| Finale - match aller          | Impact de Montréal | 1-0     | Toronto FC | Stade Saputo, Montréal                        |                                               |
| 18 septembre 2019 19h30 (HAE) | (Taïder ) Ignacio Piatti 17e | (1-0)   | | Spectateurs : 10 807 Arbitrage : Yusri Rudolf | Spectateurs : 10 807 Arbitrage : Yusri Rudolf |
| 18 septembre 2019 19h30 (HAE) | Rapport |         | | Spectateurs : 10 807 Arbitrage : Yusri Rudolf | Spectateurs : 10 807 Arbitrage : Yusri Rudolf |
| 18 septembre 2019 19h30 (HAE) | Diop - Brault-Guillard, Sagna, Cabrera, Raitala - Piette ( 34e), Shome, Lappalainen ( 78e Okwonkwo), Taïder ( 85e), Piatti - Bojan ( 45+1e Urruti ( 90+3e Bayiha)) | Équipes | Bono - Moor, Morrow, Ciman, Laryea - Osorio, Bradley, DeLeon - Gallardo ( 46e Pozuelo), Shaffelburg ( 74e Delgado), Mullins ( 46e Altidore) | Spectateurs : 10 807 Arbitrage : Yusri Rudolf | Spectateurs : 10 807 Arbitrage : Yusri Rudolf |

| Finale - match retour         | Toronto FC | 1-0             | Impact de Montréal | BMO Field, Toronto                            |                                               |
| 25 septembre 2019 19h30 (HAE) | (Osorio ) Tsubasa Endoh 70e | (0-0)           | | Spectateurs : 21 365 Arbitrage : Drew Fischer | Spectateurs : 21 365 Arbitrage : Drew Fischer |
| 25 septembre 2019 19h30 (HAE) | Rapport |                 | | Spectateurs : 21 365 Arbitrage : Drew Fischer | Spectateurs : 21 365 Arbitrage : Drew Fischer |
| 25 septembre 2019 19h30 (HAE) | Alejandro Pozuelo · Jozy Altidore · Patrick Mullins · Jonathan Osorio                                                                                | Tirs au but 1–3 | Bojan Krkić · Daniel Lovitz · Rudy Camacho ·                                                                               | Spectateurs : 21 365 Arbitrage : Drew Fischer | Spectateurs : 21 365 Arbitrage : Drew Fischer |
| 25 septembre 2019 19h30 (HAE) | Bono - Laryea ( 61e Auro), González, Mavinga ( 84e), Morgan ( 46e Morrow) - Bradley ( 7e), Osorio, Pozuelo, Delgado, Endoh ( 82e Mullins) - Altidore | Équipes         | Diop - Sagna, Camacho, Cabrera, Raitala ( 90+1e Lovitz) - Piette, Shome, Bayiha, Urruti ( 76e Lappalainen) - Piatti, Bojan | Spectateurs : 21 365 Arbitrage : Drew Fischer | Spectateurs : 21 365 Arbitrage : Drew Fischer |

### Statistiques diverses

#### Meilleurs buteurs
MLS et AVS
|    | Buteur                | MLS | ACS | Total |
| -- | --------------------- | --- | --- | ----- |
| 1  | Saphir Taïder         | 9   | 1   | 10    |
| 2  | Orji Okwonkwo         | 8   | 0   | 8     |
| 3  | Ignacio Piatti        | 3   | 4   | 7     |
| 4  | Lassi Lappalainen     | 5   | 0   | 5     |
| 5  | Maximiliano Urruti    | 4   | 0   | 4     |
| 5  | Anthony Jackson-Hamel | 3   | 1   | 4     |
| 7  | Zakaria Diallo        | 3   | 0   | 3     |
| 7  | Bojan Krkic           | 3   | 0   | 3     |
| 7  | Omar Browne           | 2   | 1   | 3     |
| 10 | Rudy Camacho          | 1   | 0   | 1     |
| 10 | Bacary Sagna          | 1   | 0   | 1     |
| 10 | Harry Novillo         | 1   | 0   | 1     |
| 10 | Shamit Shome          | 1   | 0   | 1     |
|    | 13 buteurs            | 44  | 7   | 51    |

#### Meilleurs passeurs
MLS et AVS
|   | Passeur            | MLS | ACS | Total |
| - | ------------------ | --- | --- | ----- |
| 1 | Saphir Taïder      | 7   | 2   | 9     |
| 2 | Maximiliano Urruti | 6   | 1   | 7     |
| 3 | Bacary Sagna       | 3   | 1   | 4     |
| 3 | Harry Novillo      | 2   | 0   | 2     |
| 3 | Omar Browne        | 2   | 0   | 2     |
| 3 | Orji Okwonkwo      | 2   | 0   | 2     |
| 3 | Zakaria Diallo     | 2   | 0   | 2     |
| 3 | Daniel Lovitz      | 2   | 0   | 2     |
| 3 | Clément Bayiha     | 1   | 1   | 2     |
|   | 9 passeurs         | 27  | 5   | 32    |

#### Joueurs les plus utilisés
| No. | Nat.                   | Player             | Pos. | MLS  | Championnat Canadien | TOTAL |
| --- | ---------------------- | ------------------ | ---- | ---- | -------------------- | ----- |
| 8   | Drapeau de l'Algérie   | Saphir Taïder      | M    | 2728 | 305                  | 3033  |
| 37  | Drapeau de l'Argentine | Maximiliano Urruti | A    | 2436 | 481                  | 2917  |
| 1   | Drapeau des États-Unis | Evan Bush          | G    | 2880 |                      | 2880  |
| 33  | Drapeau de la France   | Bacary Sagna       | D    | 2180 | 450                  | 2630  |
| 3   | Drapeau des États-Unis | Daniel Lovitz      | D    | 2520 | 181                  | 2601  |
| 6   | Drapeau du Canada      | Samuel Piette      | M    | 2220 | 355                  | 2575  |
| 22  | Drapeau de la Finlande | Jukka Raitala      | D    | 2083 | 369                  | 2452  |
| 5   | Drapeau de la France   | Zakaria Diallo     | D    | 2037 | 180                  | 2217  |
| 28  | Drapeau du Canada      | Shamit Shome       | M    | 1627 | 329                  | 1956  |
| 4   | Drapeau de la France   | Rudy Camacho       | D    | 1464 | 450                  | 1914  |